# ريتشارد جوزيف أوديت
ريتشارد جوزيف أوديت هو طيار مقاتل كندي، ولد في 13 مارس 1922 في ليثبريدج في كندا، وتوفي في 3 مارس 1945 في كوسفلد في ألمانيا.